# تاپیوکا

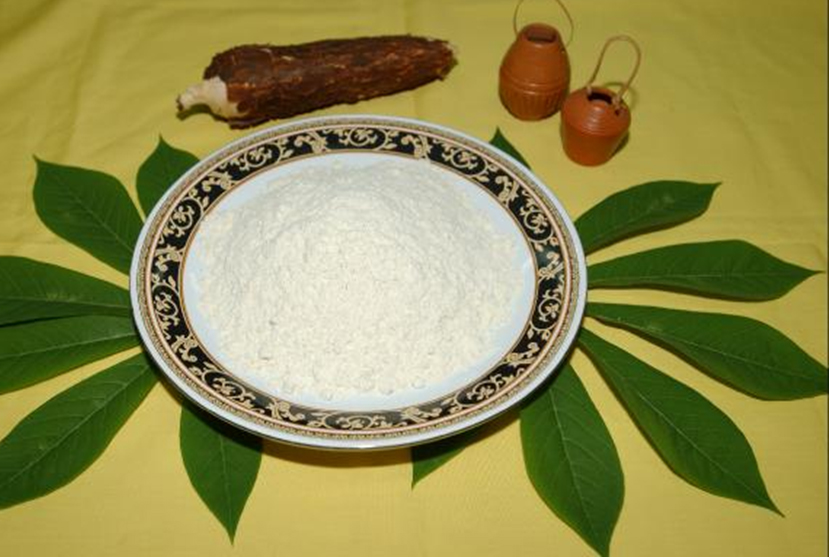
نشاسته تاپیوکا

تاپیوکا (‎/ˌtæpiˈoʊkə/‎ ؛ پرتغالی:[tapiˈɔkɐ]) نشاسته استخراج‌شده از تجه‌های گیاه مانیوک (Manihot esculenta، همچنین به‌عنوان مانیوک شناخته می‌شود)، یک گونه بومی منطقه شمال و منطقه مرکزی غرب برزیل، است. اما استفاده از آن اکنون در سراسر آمریکای جنوبی گسترش یافته‌. این گیاه توسط استعمارگران پرتغالی به بیشتر مناطق هند غربی، آفریقا و آسیا منتقل شد. این گیاه یک درختچه چند ساله است که با شرایط گرم مناطق جلگه‌ای گرمسیر سازگار است. مانیوک نسبت به بسیاری از گیاهان غذایی، بهتر با خاک‌های فقیر وفق می‌یابد.

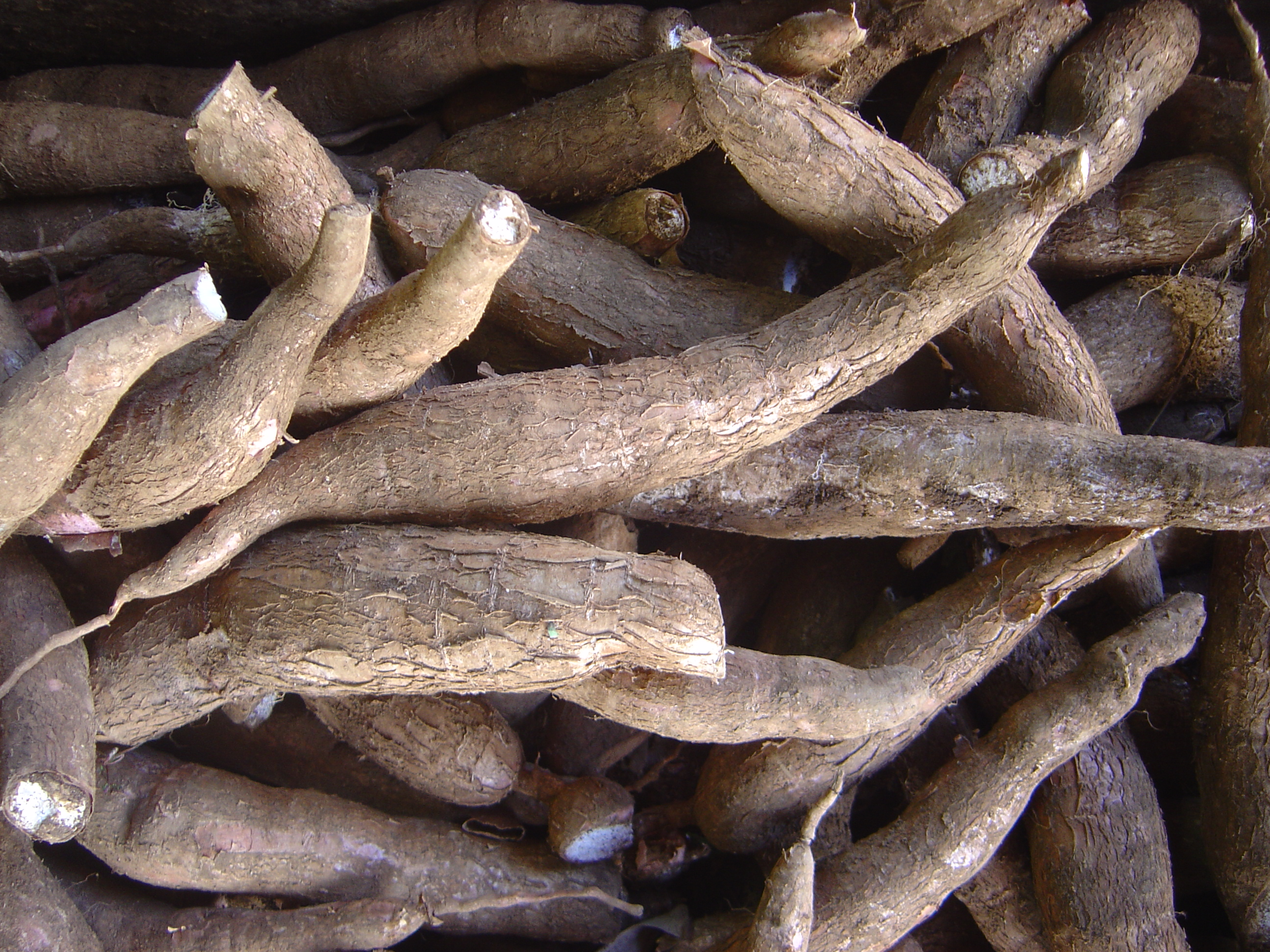
ریشه مانیوک